# Nevio Passaro
Nevio Passaro (ur. 11 maja 1980 w Bad Windsheim) – wokalista, kompozytor i autor tekstów, tłumacz symultaniczny pochodzenia niemiecko-włoskiego (Matka Niemka, ojciec Włoch). Biegle włada językami angielskim, włoskim, niemieckim i francuskim.

## Życiorys
Wychowywał się w małym miasteczku Neustadt an der Aisch w Niemczech. Obecnie piosenkarz mieszka w Berlinie.
Talent muzyczny z pewnością odziedziczył po matce, która studiowała w Wyższej Szkole Muzycznej w Würzburgu. Mając 3 lata rozpoczął naukę gry na pianinie.
Jako nastolatek zaczął samodzielną naukę gry na gitarze i odkrył w sobie pasję do komponowania piosenek i śpiewania. W wieku 10 lat po raz pierwszy stanął na scenie szkolnego chóru i zagrał w musicalu. Mając 13-14 lat rozpoczął solowy projekt "Pianobar", grając i śpiewając we włoskich restauracjach i na uroczystościach.
W 1999 roku podpisał swój pierwszy kontrakt z BMG Ariola (RCA) w Hamburgu. W tym samym roku promował swój pierwszy single La mia parola na festiwalu muzycznym Popkomm w Kolonii. Niestety kontrakt podpisany na trzy płyty i album zakończył się wydaniem tylko jednego singla.
W latach 2000−2005 studiował "Modern languages for interpreter and translator" na Uniwersytecie Bolońskim w Bolonii. W grudniu 2006 ukończył studia.
Latem 2005 roku Nevio wrócił do kraju i startował jako wokalista w trzeciej edycji programu "Deutschland sucht den Superstar" w Niemczech, gdzie zajął czwarte miejsce.
Za początek kariery uważa rok 2006, kiedy nawiązał współpracę z wytwórnią Universal Music Group w Berlinie podpisując kontrakt 8 sierpnia 2006 i tego samego roku przystąpił do nagrania pierwszej płyty.
Pierwszą płytę zatytułowaną po prostu Nevio promował przebojowy single Amore per sempre, który szybko zdobył pozycję nr 2 na oficjalnej niemieckiej liście singli i utrzymywał się na szczycie przez 20 tygodni.
Debiutancki album Nevio zyskał status Złotej Płyty sprzedając ponad 150 000 sztuk w Niemczech. Album ukazał się 16 lutego 2007 i od razu trafił na miejsce 5 oficjalnej niemieckiej listy albumów, w Austrii trafił na miejsce 7.
Drugim singlem została rockowa ballada Run away nagrana w dwóch wersjach językowych, angielskiej i włoskiej.
W październiku 2007 ukazała się specjalna edycja dwupłytowa w formie digipack pod tytułem Viva la Musica z czterema bonusowymi utworami i z płytą DVD zawierającą fragmenty koncertu nakręconego w studio telewizji Viva w Berlinie, 3 teledyski oraz niepublikowane materiały filmowe.
Płytę Viva la Musica promowała trasa koncertowa obejmująca 17 miast w Niemczech i Austrii (21.09.-11.10.2007) oraz trzeci single zatytułowany Firenze/Giulia.
Pod koniec 2007 roku wokalista wystąpił gościnnie w teledysku Living Darfur zespołu Mattafix trzymając kartki ze słowami "Sag Nein; Lasst die Waffen fallen; Jetzt" ("Powiedz NIE; Opuście broń!; Teraz"). Wraz z innymi artystami wspierał akcję "Save Darfur" do wspólnych działań na rzecz pokoju w Darfurze, ogarniętej konfliktem prowincji w zachodnim Sudanie.
W 2007 oficjalna strona internetowa solisty  zdobyła bardzo dużą popularność i zajęła drugie miejsce w konkursie Multimedia Awards 2007 w Niemczech.

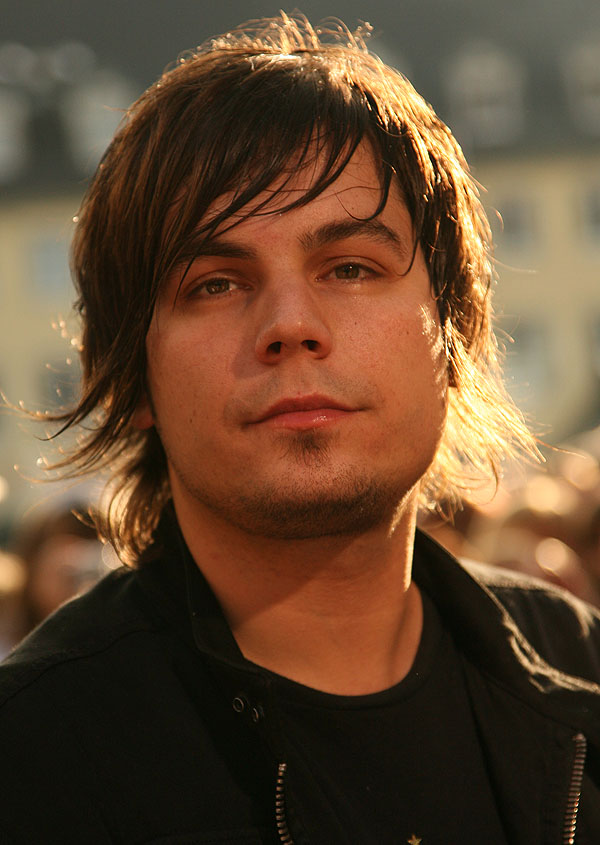
Nevio Passaro

## Dyskografia

### Albumy
- Nevio (16 lutego 2007) Złota płyta
- Viva La Musica (5 października 2007) Edycja Specjalna Digipack CD/DVD
- Due (19 września 2008)

### Single
- 1999: "La mia parola" (23 sierpnia 1999)
- 2007: "Amore per sempre" (19 stycznia 2007)
- 2007: "Run away" (18 maja 2007)
- 2007: "Firenze/Giulia" (21 września 2007)
- 2008: "Sento" (5 września 2008)
- 2009: "Non Ti Aspettavo (Libertà)" (10 kwietnia 2009) duet z Gabriella Cilmi

### Sampler
- 1999: Die Häupter meiner Lieben (niemiecki Film) "La mia parola"
- 1999: Come together Charity "Vedrai"
- 2006: Love Songs "Se bastasse una canzone" & "Back for Good"

### Teledyski
- "Amore per sempre" (26 grudnia 2006)
- "Run away" (30 kwietnia 2007)
- "Giulia" (31 sierpnia 2007)
- "Firenze" (13 października 2007)
- "Sento"
- "Non Ti Aspettavo (Libertà)" duet z Gabriella Cilmi

## Nagrody muzyczne
- 2007 Comet Best Newcomer
- 2007 złota płyta za Album Nevio
- 2007 Bawarski Lew Muzyczny Best Newcomer national